# Weitersroda

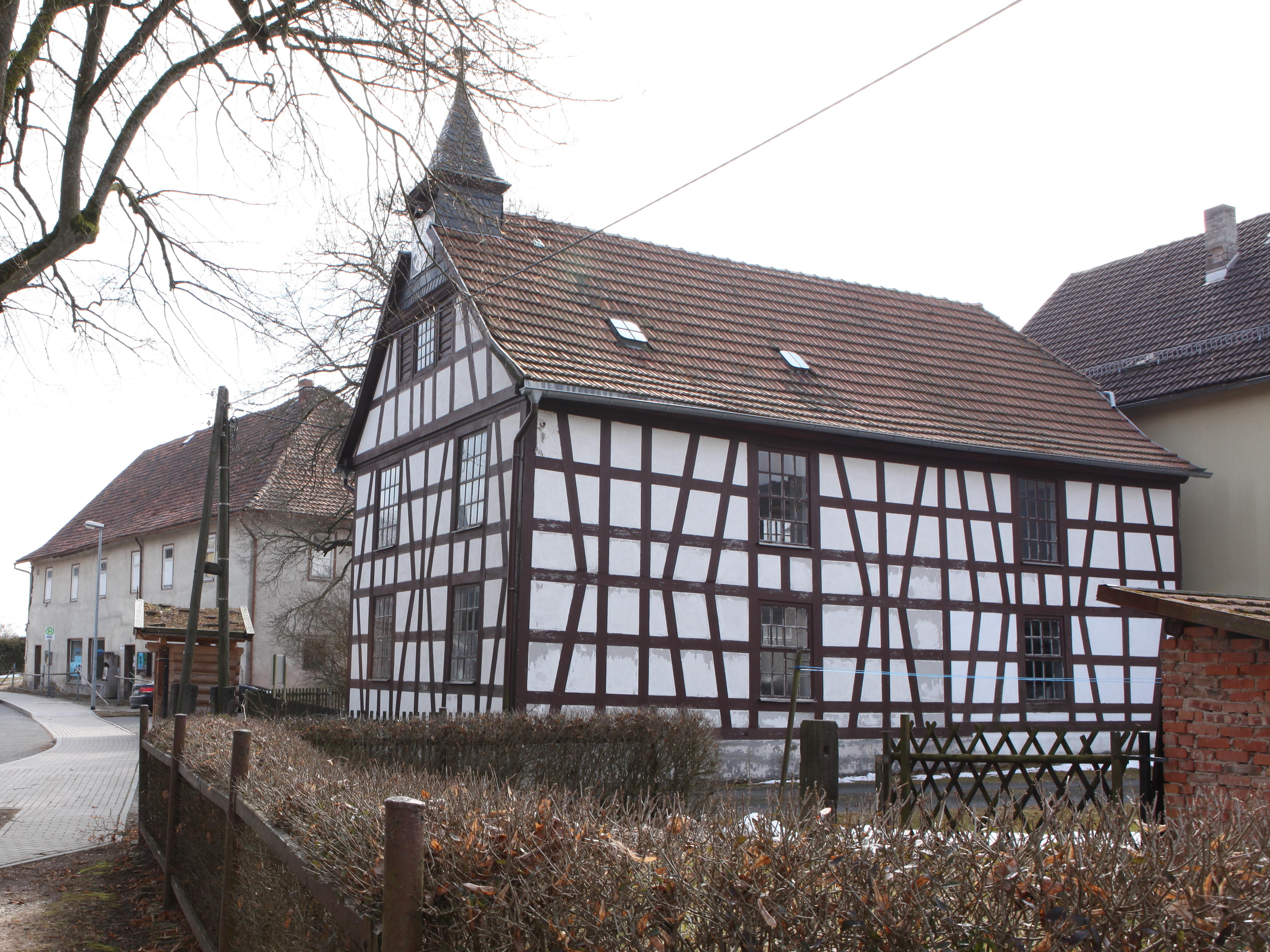
Evangelisch-lutherische Kirche

Weitersroda ist ein Ortsteil von Hildburghausen im Landkreis Hildburghausen in Thüringen.
Sehenswürdigkeiten sind das Schloss Weitersroda, die Kirche aus dem Jahr 1792 und der Jüdische Friedhof.

## Lage
Weitersroda befindet sich am Fuß des Hildburghäuser Waldes in einer großen halbmondförmigen Freifläche, die touristisch und landwirtschaftlich genutzt wird. Die Kreisstraßen 117 und 115 erschließen den Ort.

## Geschichte
1340 wurde das Dorf erstmals urkundlich erwähnt und die Unterlagen archiviert.
Das Schloss Weitersroda war eine Vorgängerbefestigung der Herren von Heßberg von 1376 bis 1570. Später gehörte das Anwesen zum Herzogtum Sachsen-Meiningen.
2008 übernahm der Münchner Florian Kirner unter dem Künstlernamen „Prinz Chaos II.“ das Schloss. Seitdem dient es unter anderem als Kulturstätte, etwa für das seit 2011 jährlich stattfindende „Paradiesvogelfest“, ein kleines Festival für alternative Liedermacher.

## Persönlichkeiten
- Jürgen Straub (* 3. November 1953 in Weitersroda), deutscher Leichtathlet und Olympiamedaillengewinner